# Maria Isabel na Baviera
Maria Isabel Amália Francisca na Baviera (em alemão:  Maria Elisabeth Amalie Franziska; Landshut, 5 de maio de 1784 – Paris,1 de junho de 1849) foi uma duquesa na Baviera e membro da linha do Palatinado-Birkenfeld-Gelnhausen da Casa de Wittelsbach e, através do seu casamento com Louis-Alexandre Berthier tornou-se princesa de Wagram e princesa de Neuchâtel.

## Vida

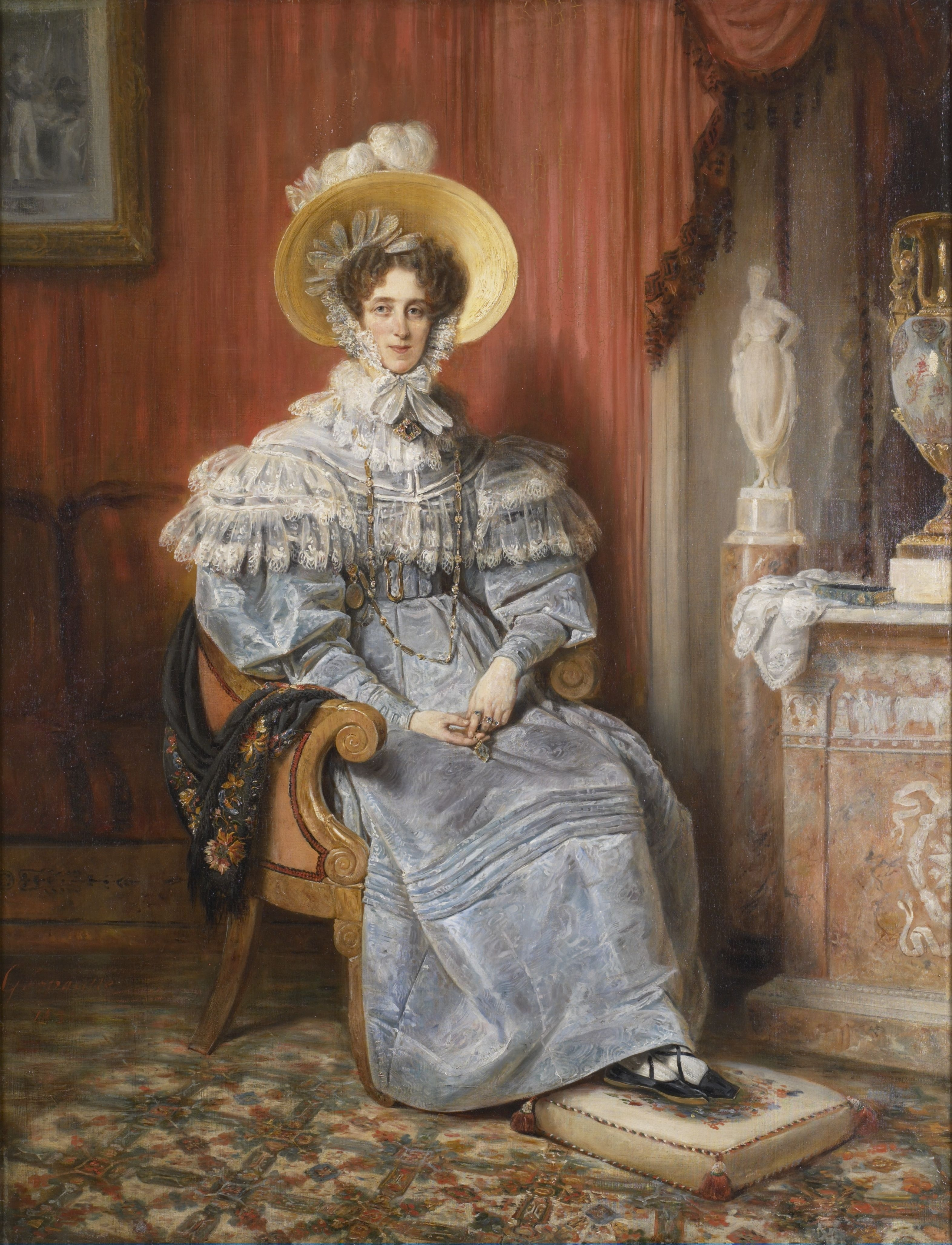
A princesa em 1832 por François-Gabriel Lépaulle

Maria Isabel nasceu em Landshut, no Eleitorado da Baviera, sendo a única filha do duque Guilherme na Baviera e da sua esposa, a condessa Maria Ana do Palatinado-Zweibrücken, irmã do futuro rei Maximiliano I José da Baviera.  Morreu em Paris, França, aos sessenta-e-cinco anos de idade.

## Casamento e descendência
Maria Isabel casou-se com Louis-Alexandre Berthier (1753 –1815), 1º príncipe de Wagram, 1º príncipe soberano de Neuchâtel e Marechal de França, a 9 de Março de 1808. Tiveram um filho e duas filhas:
1. Napoléon Alexandre Berthier, 2º duque (11 de Setembro de 1810 – 10 de Fevereiro de 1887) casado com Zénaïde Françoise Clary; com descendência.
2. Caroline-Joséphine (22 de Agosto de 1812 – 1905) casada com Alphonse Napoléon, Baron d'Hautpoul.
3. Marie-Anne (19 de Fevereiro de 1816 – 23 de Julho de 1878) casada com Jules Lebrun, 3º Duque de Plaisance.

## Genealogia
| Maria Isabel na Baviera | Pai: Guilherme, Duque na Baviera         | Avô paterno: João, Conde Palatino de Gelnhausen              | Bisavô paterno: João Carlos, Conde Palatino de Gelnhausen    |
| Maria Isabel na Baviera | Pai: Guilherme, Duque na Baviera         | Avô paterno: João, Conde Palatino de Gelnhausen              | Bisavó paterna: Ester Maria de Witzleben-Elgersburg          |
| Maria Isabel na Baviera | Pai: Guilherme, Duque na Baviera         | Avó paterna: Sofia Carlota de Salm-Dhaun                     | Bisavô paterno: Carlos, Marquês de Salm-Dhaun                |
| Maria Isabel na Baviera | Pai: Guilherme, Duque na Baviera         | Avó paterna: Sofia Carlota de Salm-Dhaun                     | Bisavó paterna: Luísa de Nassau-Ottweiler                    |
| Maria Isabel na Baviera | Mãe: Maria Ana de Zweibrücken-Birkenfeld | Avô materno: Frederico Miguel, Conde Palatino de Zweibrücken | Bisavô materno: Cristiano III, Conde Palatino de Zweibrücken |
| Maria Isabel na Baviera | Mãe: Maria Ana de Zweibrücken-Birkenfeld | Avô materno: Frederico Miguel, Conde Palatino de Zweibrücken | Bisavó materna: Carolina de Nassau-Saarbrücken               |
| Maria Isabel na Baviera | Mãe: Maria Ana de Zweibrücken-Birkenfeld | Avó materna: Maria Francisca de Sulzbach                     | Bisavô materno: José Carlos, Príncipe Herdeiro de Sulzbach   |
| Maria Isabel na Baviera | Mãe: Maria Ana de Zweibrücken-Birkenfeld | Avó materna: Maria Francisca de Sulzbach                     | Bisavó materna: Isabel Augusta Sofia de Neuburgo             |